# Уожан
Уожа́н — село в Чемальском районе Республике Алтай России. Входит в Чемальское сельское поселение.

## География
Расположено к югу от Горно-Алтайска, на реке Чемал.

## Население
| 2010 | 2011 | 2012 | 2013 | 2014 | 2015 | 2016 |
| ---- | ---- | ---- | ---- | ---- | ---- | ---- |
| 78   | →78  | ↘75  | ↘72  | ↗79  | →79  | ↘77  |